# Applegate (rivière)
Pour les articles homonymes, voir Applegate.
La rivière Applegate est une rivière américaine d'une longueur de 82 km qui coule dans les États de Californie et de l'Oregon. Elle est un affluent du fleuve Rogue.

## Source de la traduction
- (en) Cet article est partiellement ou en totalité issu de l’article de Wikipédia en anglais intitulé « Applegate River » (voir la liste des auteurs).